# 杨多良
杨多良（1946年—），男，回族，安徽颍上人，中华人民共和国政治人物。中共十六大、十七大代表，中共第十六届中央纪委委员，中共安徽省八届委员会委员。

## 生平
1965年9月进入安徽师范大学（原合肥师范学院）外语系英语专业学习，1969年9月毕业后留校待分配。1970年5月在解放军6408部队148部队锻炼。1971年7月加入中国共产党。1971年11月，任安徽省外事办公室干部。其间，于1972年1月至1973年7月参加安徽大学英语翻译培训班学习。1982年9月，任安徽省外事办公室接待处副处长。
1983年8月，任安徽省外事办公室副主任、党组成员。1990年6月，任安徽省外事办公室（侨务办公室）主任、党组书记。1993年2月，升任安徽省人民政府副省长。1999年12月，任中共安徽省委常委、省纪委书记，省政府副省长。2000年1月，任安徽省委常委、省纪委书记。2001年10月，任安徽省委副书记、省纪委书记。2006年9月，任安徽省委副书记。2006年11月，任安徽省政协党组副书记。2007年1月，任安徽省政协主席、党组书记。2011年2月，任全国政协外事委员会副主任。